# Поуп Філд (авіабаза)
Поуп Філд (англ. Pope Field) (IATA: POB, ICAO: KPOB) (до 1 березня 2011 знана як Авіаба́за Поуп англ. Pope Air Force Base) — діюча військова база з інфраструктурою базування армії США, розташована 19 км північно-західніше міста Феєтвілл (округ Камберленд, Північна Кароліна).
База військово-повітряних сил Поуп Філд перебуває у віданні армійського командування збройних сил країни й входить до комплексу інсталяцій Форту Брегг, разом з цим, аеродромна інфраструктура залишається в користуванні авіаційними компонентами ВПС США.

## Призначення
Військовий аеродром Поуп Філд організаційно входить до складу гарнізону армійської інсталяції Форт Брегг, який відповідає за охорону та оборону авіабази, всіляке аеродромно-технічне, матеріальне та технічне забезпечення її інфраструктури, військової техніки та персоналу, а також за медичне забезпечення постійного та перемінного складу бази, протипожежний захист комплексу, охорону авіаційної техніки, що перебуває на території бази, в тому числі й тимчасово. Відповідно до Міжвидової угоди з підтримки, армійське командування зобов'язане забезпечувати авіацію та персонал військово-повітряних сил.
На території бази має свої ділянки дислокації 43-тя авіаційна транспортна група ВПС, а також 18-та авіаційна група підтримки операцій, 427-ма ескадрилья спецоперацій, 21-ша й 24-та ескадрилья спеціальної тактики, Школа бойових контролерів ВПС США.